# 埼玉県道339号平沼中老袋線

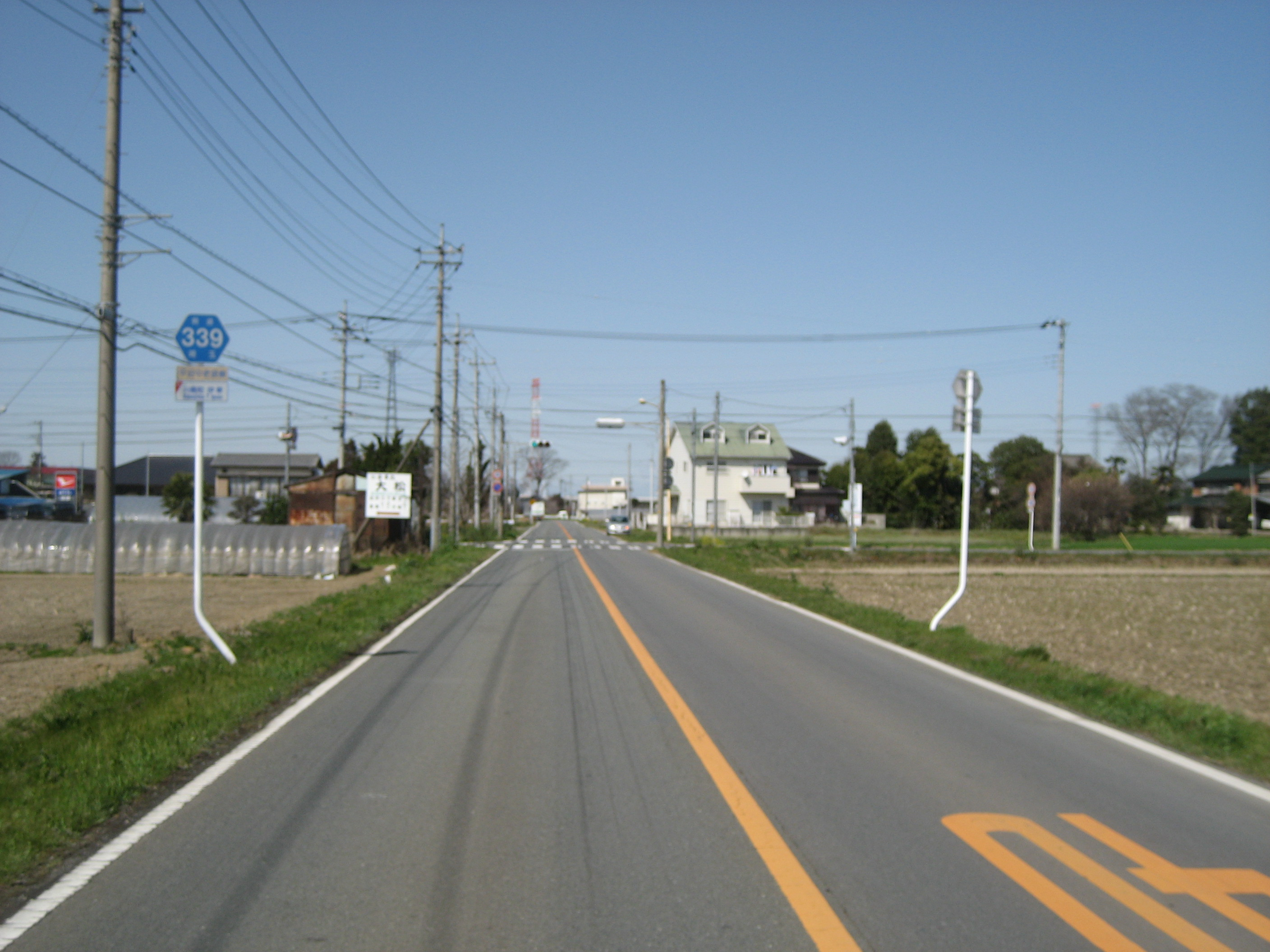
川島町内

埼玉県道339号平沼中老袋線（さいたまけんどう339ごう ひらぬまなかおいぶくろせん）は、埼玉県比企郡川島町から川越市に至る一般県道である。

## 概要
主に田園地帯を通っておりこちらは道幅が広いが、終点付近の堤防上は狭いものの大型等の往来が多く、自転車道との重複区間である上、さらに路肩は何もないため注意が必要である。
特に東松山市方面とさいたま市西部方面の短絡として利用するドライバーが多く、上尾市側に並行する上尾道路の開通後も依然として通行量が多い。（そのため、終点の入間大橋交差点は交差する埼玉県道51号川越上尾線の上尾市側とも含め、朝夕は渋滞が起きている）

## 起点・終点
- 起点：埼玉県道76号鴻巣川島線（比企郡川島町大字平沼）
- 終点：埼玉県道51号川越上尾線（川越市大字中老袋）

## 地理

### 通過する自治体
- 埼玉県
  - 比企郡川島町
  - 川越市

### 交差する道路
| 交差する道路           | 交差点名   | 所在地       |
| ---------------------- | ---------- | ------------ |
| 埼玉県道76号鴻巣川島線 | 消防組合前 | 比企郡川島町 |
| （かわじま中央通り）   |            | 比企郡川島町 |
| （つばさ・みらい通り） |            | 比企郡川島町 |
| （さくら通り）         |            | 比企郡川島町 |
| 埼玉県道12号川越栗橋線 | 下狢南     | 比企郡川島町 |
| （かわじま中央通り）   | 上大屋敷   | 比企郡川島町 |
| 埼玉県道51号川越上尾線 | 入間大橋   | 川越市       |

### 沿線の主な施設
| 施設                               | 所在地 | 所在地 |
| ---------------------------------- | ------ | ------ |
| 川越地区消防局川島消防署           | 川島町 |        |
| 川島町平沼浄水場                   | 川島町 |        |
| 川島町立つばさ南小学校             | 川島町 |        |
| 埼玉県立川島ひばりが丘特別支援学校 | 川島町 |        |
| 埼玉県中央防災基地                 | 川島町 |        |
| 川島町環境センター                 | 川島町 |        |
| 川島町老人福祉センターやすらぎの郷 | 川島町 |        |
| 東松山警察署出丸駐在所             | 川島町 |        |
| 川島町出丸公民館                   | 川島町 |        |
| 白山沼                             | 川島町 |        |
| 三ツ又沼ビオトープ                 | 川越市 |        |

## ギャラリー

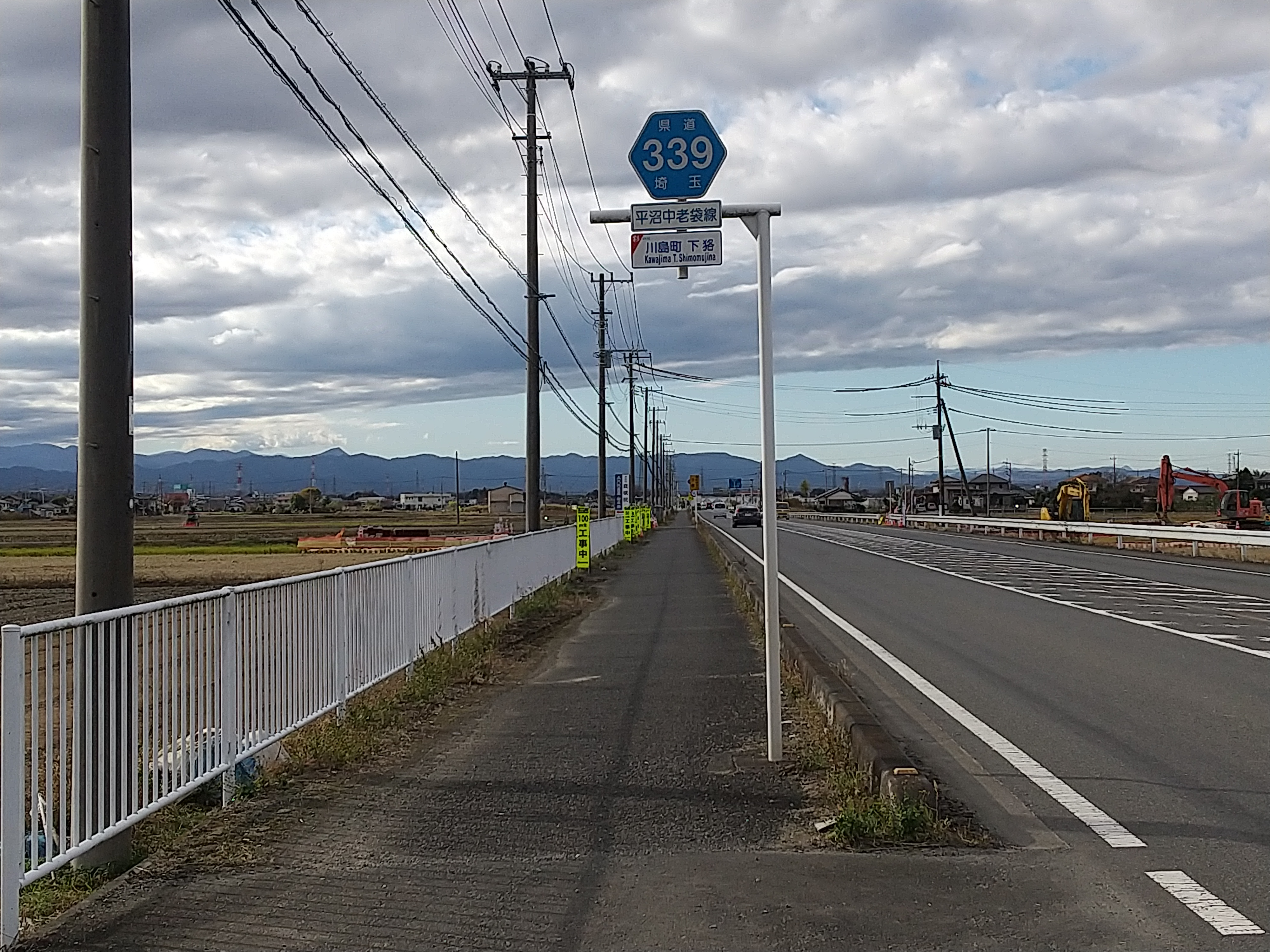
川島町下狢付近
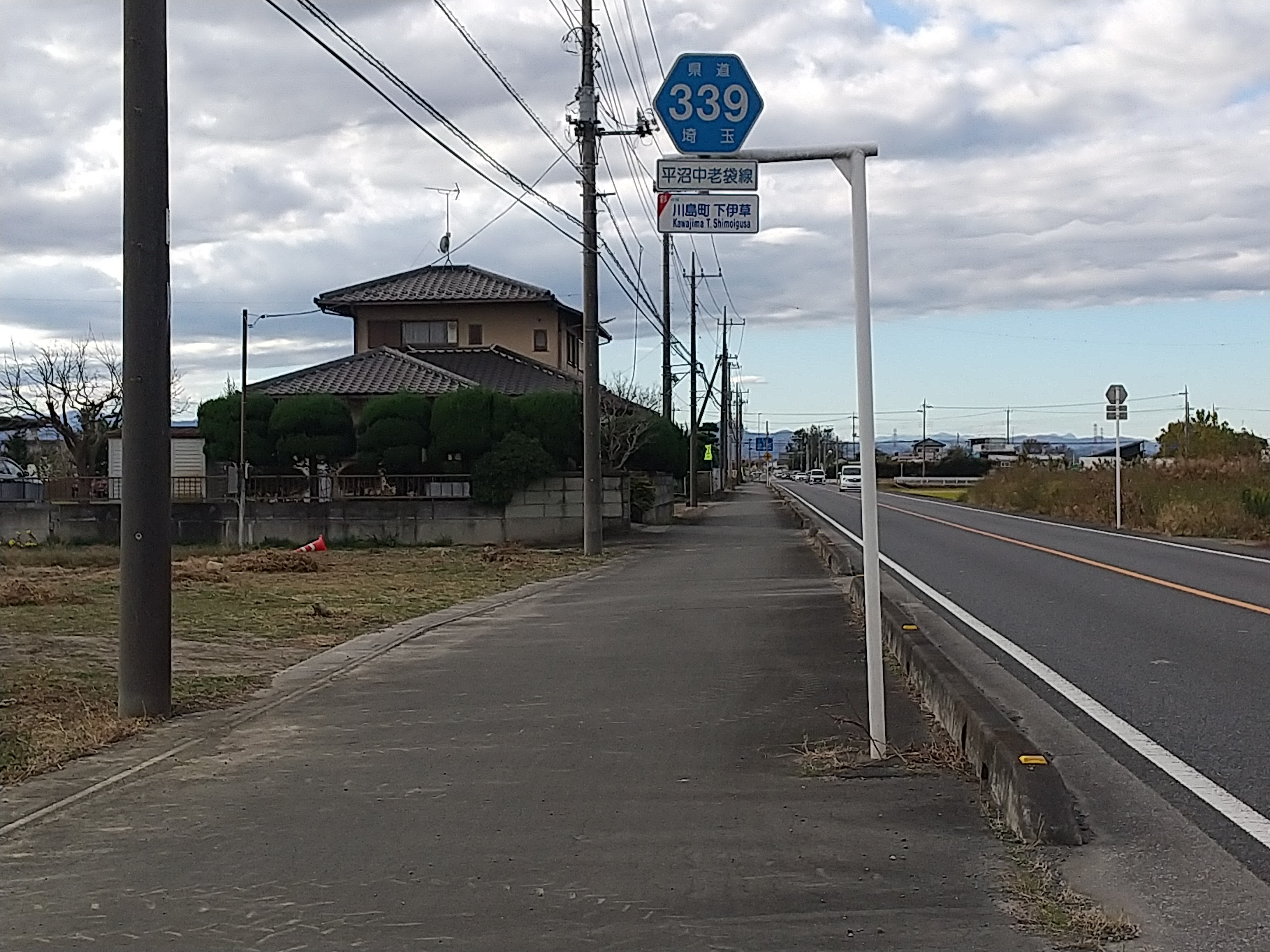
川島町下井草付近
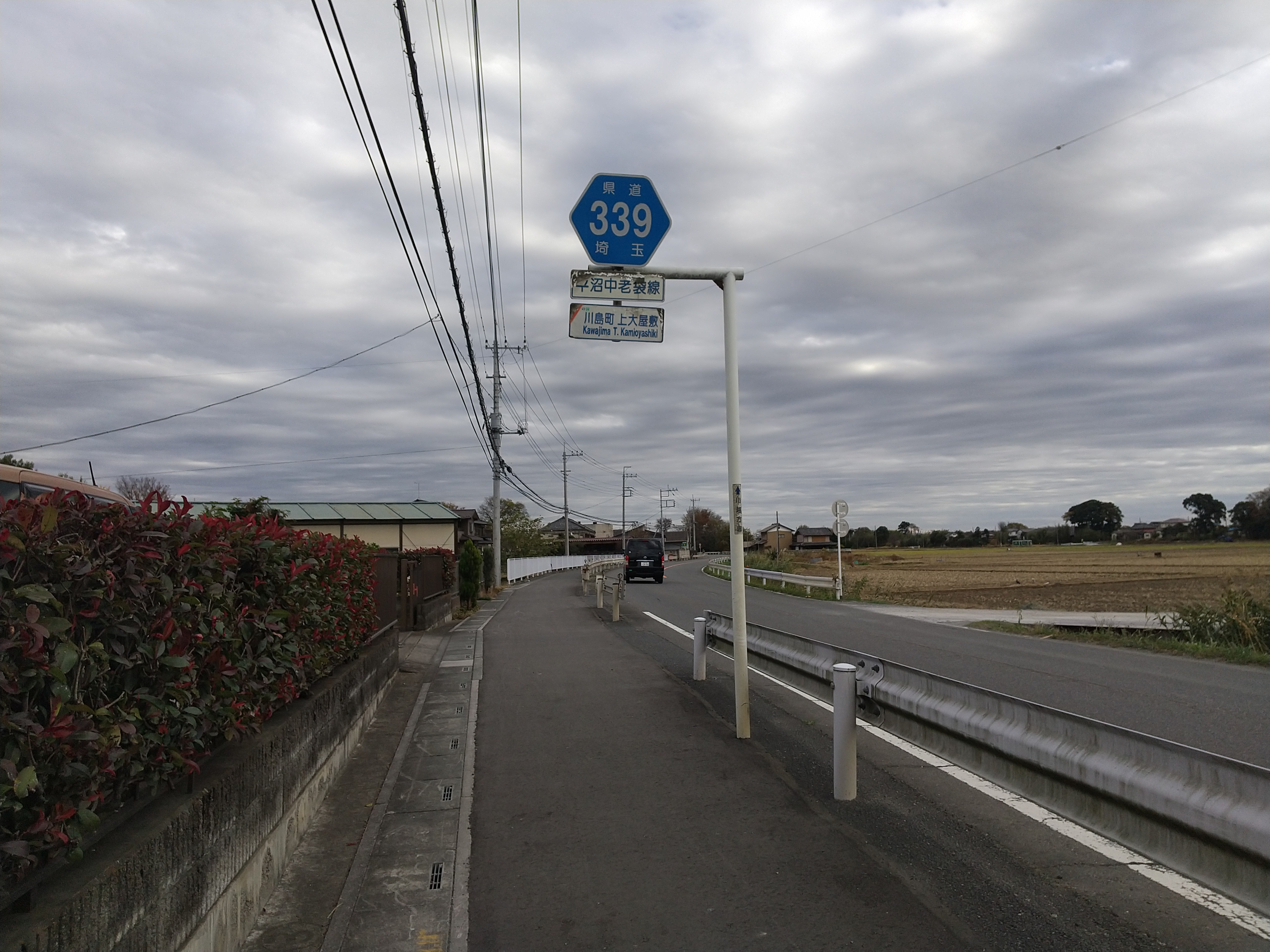
川島町上大屋敷付近
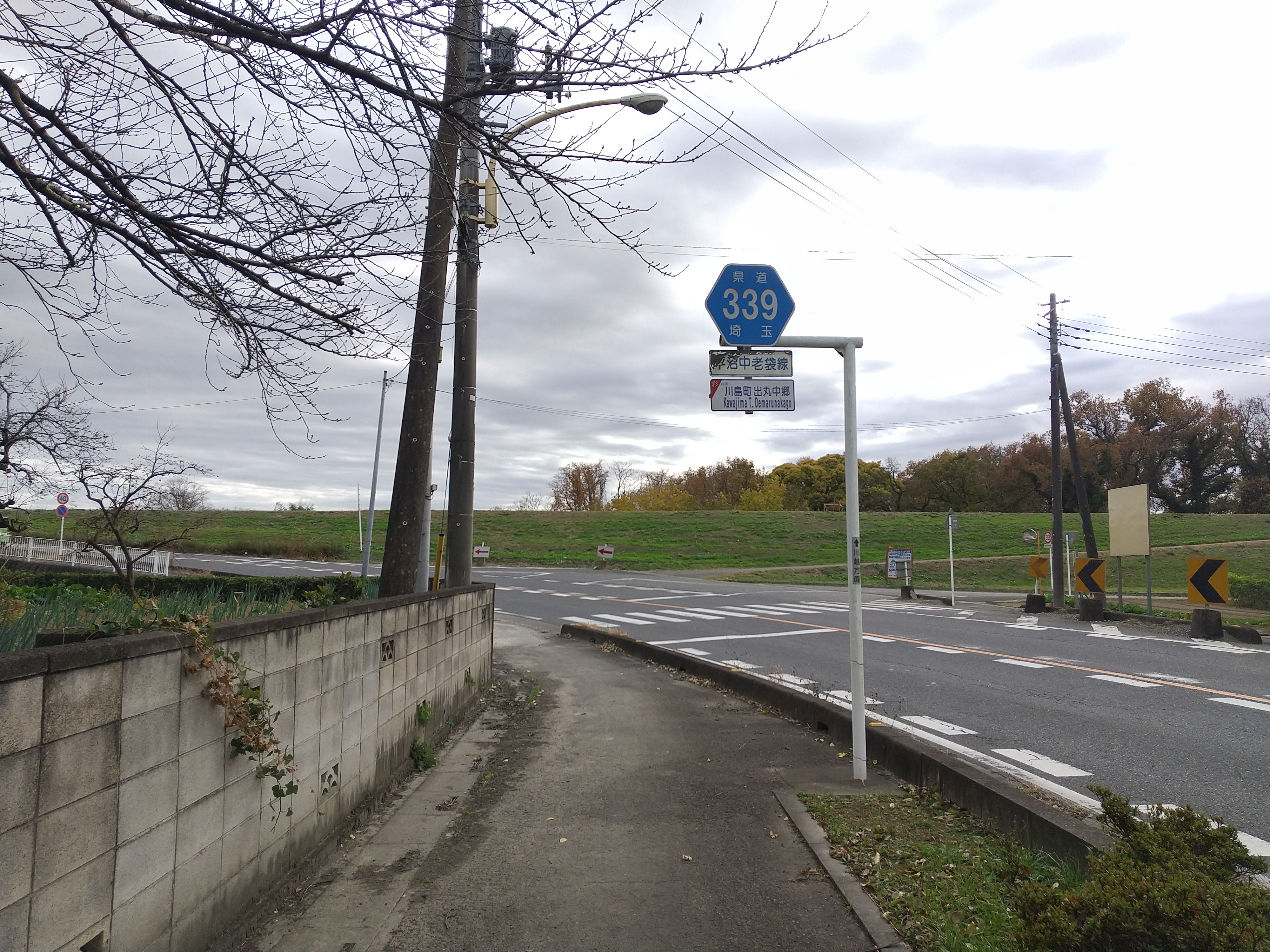
川島町出丸中郷付近